# Liste der 999 Frauen des Heritage Floor/Sojourner Truth
Diese Liste beschreibt das Gedeck für Sojourner Truth auf dem Tisch der Kunstinstallation The Dinner Party von Judy Chicago. Sie ist Teil der Liste der 999 Frauen des Heritage Floor, die den jeweiligen Gedecken auf dem Tisch zugeordnet sind. Die Namen der 999 Frauen befinden sich auf den Kacheln des Heritage Floor, der unterhalb des Tisches angeordnet, zur Kunstinstallation gehört.

## Beschreibung
Die Installation besteht aus einem dreiseitigen Tisch, an dem jeweils 13 historische oder mythologische Persönlichkeiten, somit insgesamt 39 Personen, von der Urgeschichte bis zur Frauenrechtsbewegung Platz finden. Diesen Personen wurde am Tisch jeweils ein Gedeck, bestehend aus einem individuell gestalteten Tischläufer, einem individuell gestalteten Teller sowie einem Kelch, Messer, Gabel, Löffel und einer Serviette zugeordnet. Die erste Seite des Tisches widmet sich der Urgeschichte bis zur Römischen Kaiserzeit, die zweite der Christianisierung bis zur Reformation und die dritte von der Amerikanischen Revolution bis zur Frauenbewegung. Jedem Gedeck auf dem Tisch sind weitere Persönlichkeiten zugeordnet, die auf den Fliesen des Heritage Floor, der den Raum unter dem Tisch und die Mitte des Raumes zwischen den Seite des Tisches einnimmt, einen Eintrag erhalten haben. Diese Liste erfasst die Persönlichkeiten, die dem Gedeck von Sojourner Truth zugeordnet sind. Ihr Platz befindet sich an der dritten Tischseite.

### Hinweise
Zusätzlich zu den Namen wie sie in der deutschen Transkription oder im wissenschaftlichen Sprachgebrauch benutzt werden, wird in der Liste die Schreibweise aufgeführt, die von Judy Chicago auf den Kacheln gewählt wurde.
Die Angaben zu den Frauen, die noch keinen Artikel in der deutschsprachigen Wikipedia haben, sind durch die unter Bemerkungen angeführten Einzelnachweise referenziert. Sollten einzelne Angaben in der Tabelle nicht über die Hauptartikel referenziert sein, so sind an der entsprechenden Stelle zusätzliche Einzelnachweise angegeben. Bei Abweichungen zwischen belegten Angaben in Wikipedia-Artikeln und den Beschreibungen des Kunstwerks auf der Seite des Brooklyn Museums wird darauf zusätzlich unter Bemerkungen hingewiesen.

### Gedeck für Sojourner Truth

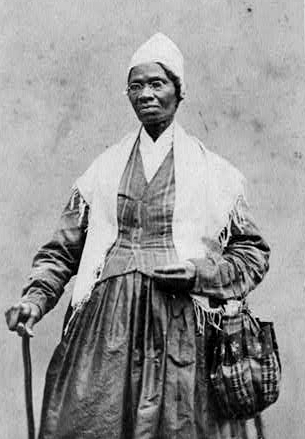
Sojourner Truth (etwa 1864)

Sojourner Truth wurde um 1797 in Hurley, New York als Tochter der versklavten Elisabeth (Ma Ma Bett) und James (Bomefree) geboren. Zunächst trug sie den Namen „Isabella“. Für eine Sklavin war ein Nachname unüblich, doch da ihr Vater „Bomefree“ genannt wurde, wurde sie zunächst „Isabella Bomefree“ genannt. Sie gehörte, wie ihre Familie, der aus den Niederlanden eingewanderten Familie Hardenbergh. Nach dem Tod von Johannes Hardenbergh 1799 wurde sie an den Sohn, Carles Hardenbergh, vererbt. Als Carles starb, waren ihre Eltern bereits aufgrund ihres Alters in die Freiheit entlassen worden, die etwa neun Jahre alte Isabella hingegen wurde zur Auktion gegeben. Den Zuschlag für 100 Dollar bekam John Neely, ein Kaufmann aus der Nähe von Kingston. Da Isabella vermutlich mit der niederländischen Sprache aufgewachsen war, fiel es ihr schwer, für die englische Familie Neely zu arbeiten und wenn sie Anweisungen nicht verstand, wurde sie mit der Peitsche bestraft. Im Jahr 1810 kaufte sie John Dumont, ein Farmer im Ulster County, der seine Sklaven nicht schlug.
Isabella verliebte sich um 1815 in Robert, einen Sklaven von einer benachbarten Farm. Dessen Besitzer untersagte die Beziehung und Robert wurde von ihr getrennt, sie sah ihn nie wieder. Ihr Besitzer Dumont zwang sie zu einer Ehe mit einem Sklaven namens Thomas. Aus dieser Beziehung gingen vier Kinder hervor, zudem hatte Isabella einen Sohn, dessen leiblicher Vater Robert war. Dumont hatte ihr die Freiheit versprochen, jedoch ließ er sie nicht gehen. Deshalb floh Isabella 1826 zum Quäker Isaac van Wagenen. Dieser kaufte sie und ihre jüngste Tochter frei.
Nachdem sie frei war, konvertierte Isabella zum Christentum und zog 1829 als Hausdienerin mit ihrem Sohn nach New York City. Dort trat sie 1832 der christlich-utopischen Zion’s-Hill-Gemeinde bei, deren Führer Robert Matthews behauptete, als Prophet von Gott gesandt zu sein. Die Gemeinde wurde 1834 aufgelöst. Im Jahr 1843, nachdem sie eine religiöse Inspiration erfahren hatte, beschloss Isabella als Wanderpredigerin durch das Land zu ziehen. Sie nahm dazu den Namen Sojourner Truth an. Durch die reformistisch eingestellten Mitglieder der „Northampton Association of Massachusetts“ kam sie mit fortschrittlichen abolitionistischen und feministischen Ideen in Kontakt.
Als Frau und ehemalige Sklavin wurde sie schnell bekannt. Ihr Scharfsinn und die Intensität ihrer Reden verbreiteten sich. Legendär wurde ihre Rede „And ain’t I a woman?!“ (Und bin ich denn keine Frau?), die sie im Jahr 1851 in Ohio anlässlich einer Frauenrechtskonvention hielt. Durch die Veröffentlichung ihrer Lebensgeschichte, die ihre Freundin Olive Gilbert aufgeschrieben hatte (Sojourner Truth konnte nicht schreiben) und das von William Lloyd Garrison 1850 veröffentlichte „The Narrative of Sojourner Truth: A Northern Slave“, hatte sie ein wenig Geld verdient und konnte sich davon ein eigenes Haus kaufen. Sie zog nach Washington, D.C. und betreute dort schwarze Soldaten, die aus dem Sezessionskrieg zurückgekehrt waren. Sie lehrte Hauswirtschaft, um freigelassenen Sklavinnen eine Lebensgrundlage zu verschaffen und setzte sich gegen die Rassentrennung in öffentlichen Verkehrsmitteln ein. Um dieses Ziel zu erreichen, sprach sie sogar mit Präsident Lincoln.
Im Jahr 1867 initiierte Sojourner Truth eine Stellenvermittlung für Afroamerikaner und arbeitete für die Freedman’s Relief Association. In ihren letzten Lebensjahren setzte sie sich für das Wahlrecht für Frauen und für Schwarze ein, sprach sich gegen Tabak, Alkohol und modische Kleidung aus, unterstützte Eigenständigkeit gegen eine zu große Abhängigkeit von staatlichen Institutionen und trat für die Bildung einer neuen Kolonie für befreite Sklaven ein. Sie starb 1883 in Battle Creek, Michigan.
Das Gedeck für Sojourner Truth hebt sich von den anderen Gedecken auf der Dinner Tafel ab. Ihr Teller wurde nicht mit den sonst üblichen Schmetterlingsvulven gestaltet, sondern zeigt drei afrikanisch gestaltete Frauengesichter in Maskenform. Eines ist nach links, eines geradeaus und eines nach rechts gerichtet. Diese drei Gesichter teilen sich einen weiblichen Körper, der durch die abgerundeten Brüste suggeriert wird. Nach Chicago deutet die Träne auf dem Gesicht auf der linken Seite auf das Leiden ihrer Mitsklaven hin. Das hochstilisierte Gesicht auf der rechten Seite, in einem Ausdruck der Empörung mit offenem Mund, repräsentiert den Zorn der schwarzen Frauen in ihrer Versklavung und die erhobene Faust auf der rechten Seite soll als kraftvolle Geste an die Rede von Sojourner Truth auf der Frauenrechtskonvention von 1851 erinnern. Das mittlere Gesicht, eine Maske bestehend aus schwarzweißen Dreiecksmustern, steht für die Unterdrückung der Frauen, egal ob schwarz oder weiß, die ihr wahres Selbst verbergen mussten.
In dem Sojourner Truth gewidmeten Gedeck wird ihr afrikanisches Erbe mit den Fußspuren vereint, die Sojourner Truth in der amerikanischen Geschichte hinterlassen hat. Der Tischläufer verbindet die afrikanischen Ursprünge des Quiltens mit seiner Geschichte in den Vereinigten Staaten. Seine Ränder sind in afrikanischer Streifenwebtechnik, die traditionell von Sklaven verwendet wird, mit einer von europäischen Frauen in die Vereinigten Staaten eingeführten Arbeitstechnik kombiniert. Diese Kombination soll nach Chicago die „Verschmelzung dieser beiden Traditionen bei der Entwicklung amerikanischer Quilts“ darstellen.
| Name                       | Schreibweise auf der Kachel | Geburtsdatum    | kulturräumliche Zuordnung      | Bemerkungen | Bild |
| -------------------------- | --------------------------- | --------------- | ------------------------------ | --- | ---- |
| Angelina Emily Grimké      | Angelina Grimké             | 1805            | Vereinigte Staaten             | Christliche Frauenrechtsaktivistin und Abolitionistin. Schrieb den ersten Traktat in den Vereinigten Staaten über Frauenrechte, Briefe über die Gleichheit der Geschlechter und den Zustand der Frauen im Jahr 1838.                                                       |      |
| Anna Carroll               | Anne Ella Carroll           | 1815            | Vereinigte Staaten             | Politikerin, Publizistin und Lobbyistin. Sie spielte eine bedeutende Rolle als Beraterin Lincolns während des Amerikanischen Bürgerkriegs. |      |
| Bessie Smith               | Bessie Smith                | 1894            | Vereinigte Staaten             | Bluessängerin, vorwiegend aktiv in den 1920er Jahren, spielte mehr als 150 Schallplatten ein und galt als „Kaiserin des Blues“. |      |
| Edmonia Lewis              | Edmonia Lewis               | vermutlich 1844 | Vereinigte Staaten             | Bildhauerin. Sie war die erste afroamerikanische Bildhauerin, die in der internationalen Kunstwelt Ruhm und Anerkennung erreichte. |      |
| Frances Harper             | Frances Harper              | 1825            | Vereinigte Staaten             | Afroamerikanische Abolitionistin, Dichterin und Autorin. Sie war auch in anderen Arten der Sozialreform aktiv und Mitglied der Woman’s Christian Temperance Union. |      |
| Harriet Beecher Stowe      | Harriet Beecher Stowe       | 1811            | Vereinigte Staaten             | Schriftstellerin und erklärte Gegnerin der Sklaverei. Ihr bekanntestes Werk ist das Buch Onkel Toms Hütte aus dem Jahr 1852. |      |
| Harriet Tubman             | Harriet Tubman              | 1820            | Vereinigte Staaten             | Afroamerikanische Fluchthelferin der Hilfsorganisation Underground Railroad. |      |
| Ida B. Wells               | Ida B. Wells                | 1862            | Vereinigte Staaten             | Journalistin sowie Bürger- und Frauenrechtlerin. Sie war Mitgründerin zahlreicher Organisationen, darunter der NAACP und der NACW (National Association of Colored Women), und setzte sich prominent gegen die damals weit verbreitete Lynchjustiz an Afroamerikanern ein. |      |
| Josephine Baker            | Josephine Baker             | 1906            | Vereinigte Staaten, Frankreich | Tänzerin, Sängerin und Schauspielerin. 1937 nahm die gebürtige Amerikanerin die französische Staatsbürgerschaft an, arbeitete während des Zweiten Weltkriegs für die Resistance und den Geheimdienst und wurde nach Kriegsende in die Ehrenlegion aufgenommen.             |      |
| Lily Ann Granderson        | Milla Granson               | 1816            | Vereinigte Staaten             | Wegweisende Pädagogin. |      |
| Margaret Murray Washington | Margaret Murray Washington  | 1865            | Vereinigte Staaten             | Direktorin des Tuskegee Normal and Industrial Institute, das später zur Tuskegee University wurde. Sie war die dritte Frau von Booker T. Washington. |      |
| Maria W. Stewart           | Maria Stewart               | 1803            | Vereinigte Staaten             | Lehrerin, Journalistin, Dozentin, Abolitionistin und Frauenrechtlerin, erste afroamerikanische Frau, die öffentliche Vorträge hielt, über Frauenrechte referierte und eine öffentliche Anti-Sklaverei-Rede hielt.                                                          |      |
| Marian Anderson            | Marian Anderson             | 1897            | Vereinigte Staaten             | Opernsängerin in der Stimmlage Alt, Mitglied der American Academy of Arts and Sciences, Trägerin der Presidential Medal of Freedom. |      |
| Mary Ann Shadd Cary        | Mary Ann Shadd Cary         | 1823            | Vereinigte Staaten, Kanada     | Sklavereigegnerin, Journalistin, Verlegerin, Lehrerin, Abolitionistin und Anwältin, erste schwarze Verlegerin in Nordamerika und die erste Verlegerin in Kanada. |      |
| Mary Livermore             | Mary Livermore              | 1820            | Vereinigte Staaten             | Journalistin, Abolitionistin und Befürworterin von Frauenrechten. |      |
| Mary McLeod Bethune        | Mary McLeod Bethune         | 1875            | Vereinigte Staaten             | Frauen- und Bürgerrechtlerin, Pädagogin, gründete eine Privatschule für afroamerikanische Studenten in Daytona Beach, Florida. |      |
| Prudence Crandall          | Prudence Crandall           | 1803            | Vereinigte Staaten             | Lehrerin und Aktivistin gegen die Rassentrennung im Bildungswesen. Sie gründete die erste Schule für afroamerikanische Schülerinnen in Neuengland. |      |
| Sarah Moore Grimké         | Sarah Grimke                | 1792            | Vereinigte Staaten             | Amerikanische Abolitionistin, Schriftstellerin und Aktivistin für das Frauenwahlrecht. |      |
| Zora Neale Hurston         | Zora Neale Hurston          | 1891            | Vereinigte Staaten             | Schriftstellerin und Folkloristin. Sie wird zur Harlem Renaissance gerechnet. |      |

Einzelnachweise
1. ↑  Brooklyn Museum: Sojourner Truth. In: brooklynmuseum.org. Abgerufen am 1. November 2019.